# Карлотта (телефильм)
«Карлотта» (англ. Carlotta) — Австралийский телефильм, снятый в 2013 году для телеканала ABCTV Australia. Премьера телефильма состоялась 19 июня 2014 года.

## История создания
В 2011 году было объявлено, что компания FremantleMedia Australia приобрела права на телефильм, основанный на жизни Ричарда Байрона, который сделал операцию по смене пола и стал Кэрол Спенсер, известной под псевдонимом «Карлотта». Кэрол Спенсер выступила консультантом по съемкам телефильма. Первоначально роль Карлотты досталась Шейну Джонсу, но в 2012 году стало известно, что Джессика Маре исполнит роль Карлотты. В 2013 году компания Story Ark Productions начала производство телефильма, а компания FremantleMedia Australia отказалась от производства биографической драмы.
Премьера телефильма состоялась 19 июня 2014 года на Австралийском телеканале ABCTV Australia. Телефильм вошел в десятку лучших ночных шоу и собрал у экранов 811 тысяч зрителей. Также фильм вышел на DVD.

## Сюжет
Фильм повествует о нелегкой жизни простого парня из рабочего класса Ричарда Байрона, который меняет пол и становится Кэрол Спенсер, более известной под сценическим псевдонимом «Карлотта», звездой ночного Сиднея. С детства он отличался от других мальчиков, любил наряжаться в мамину одежду, украшения и делать макияж. В 16 лет он решает покинуть родительский дом, встретив Дэнни и Кристофера, которые разделяли его увлечения. Вскоре они познакомили Ричарда с миром кабаре-шоу и стали свидетелями рождения Карлотты и Кэрол Спенсер.

## В ролях
| Актёр             | Роль                                     |
| ----------------- | ---------------------------------------- |
| Джессика Маре     | Кэрол «Карлотта» Спенсер / Ричард Байрон |
| Анита Хей         | Эвелин Байрон                            |
| Имон Фэррен       | Дэнни «Ава»                              |
| Эндрю Лис         | Пэгги                                    |
| Сократис Отто     | Кристофер                                |
| Алекс Димитриадес | Анджело                                  |